# Косоткел
Косоткел (каз. Қосөткел, до 2008 г. — Социализм) — село в Келесском районе Туркестанской области Казахстана. Входит в состав Бирликского сельского округа. Код КАТО — 515445600.

## Население
В 1999 году население села составляло 274 человека (144 мужчины и 130 женщин). По данным переписи 2009 года, в селе проживали 204 человека (102 мужчины и 102 женщины).